# 鸭川 (得抚岛)
鸭川（日语：／），俄称戈林卡河（俄语：Голинка река），是萨哈林州库里尔斯克区得抚岛的河流，源起双岭山脉，向东南流，长12公里，流域面积22平方公里，在岛中部注入太平洋。

## 引用
1. ↑  М·Г·瓦西科夫斯基. . 列宁格勒: 气象出版社. 1973 （俄语）.
2. ↑  . 国家水登记处.   [2023-10-14]. （原始内容存档于2016-04-07） （俄语）.